# Phare de San Emeterio
Le phare de San Emeterio est un phare situé sur Punta de San Emeterio (estuaire de Ría de Tina Mayor) proche de la ville de Ribadedeva, dans la communauté autonome des Asturies en Espagne.
Il est géré par l'autorité portuaire de Gijón .

## Histoire
Le phare a été mis en service le 15 mars 1864. Il est érigé à flanc de falaise, dans une zone de garrigues, à environ 7 km au nord de Ribadedeva. C'est une tour cylindrique en maçonnerie, avec galerie et lanterne, de 9 m de haut. Elle est attenante du côté nord du bâtiment de gardiennage d'un seul étage. L'édifice est peint en blanc avec un toit en tuile rouge, le dôme métallique de la lanterne est couleur argent.Le phare est de 4e ordre avec une lentille de Fresnel. Sa hauteur focale est de 68 m au-dessus du niveau de la mer et le faisceau lumineux blanc à une portée de 20 milles nautiques (environ 32 km). Il est électrifié depuis 1952.
Identifiant : ARLHS : SPA218 ; ES-01620 - Amirauté : D1580 - NGA : 2112.